# Wydział Ekonomii i Zarządzania Uniwersytetu Zielonogórskiego
Wydział Ekonomii i Zarządzania Uniwersytetu Zielonogórskiego (WEiZ UZ) – jeden z 13 wydziałów Uniwersytetu Zielonogórskiego, powstały 1 września 2001 roku wraz z powstaniem uniwersytetu. Kształci on studentów na czterech podstawowych kierunkach zaliczanych do nauk ekonomicznych, na studiach stacjonarnych oraz niestacjonarnych.
Wydział Ekonomii i Zarządzania UZ jest jednostką interdyscyplinarną. W jego ramach znajdują się 2 instytuty. Aktualnie zatrudnionych jest 99 pracowników naukowo-dydaktycznych (z czego 14 z tytułem profesora tytularnego, 12 doktorów habilitowanych, 49 doktorów i 24 pozostałych nauczycieli akademickich z tytułem magistra. Według Ministerstwa Nauki i Szkolnictwa Wyższego wydział posiada kategorię „B”.

## Historia
Wydział Ekonomii i Zarządzania Uniwersytetu Zielonogórskiego powstał 1 września 2001 roku jako Wydział Zarządzania w oparciu o działające dotychczas na Politechnice Zielonogórskiej instytuty: Instytut Organizacji i Zarządzania, Instytut Informatyki i Zarządzania oraz Instytut Zarządzania Wyższej Szkoły Pedagogicznej im. Tadeusza Kotarbińskiego. W 2003 roku  struktura Wydziału składająca się z instytutów została zmieniona i na ich bazie powołano katedry i zakłady o znacznie węższych specjalnościach. W roku akademickim 2006/2007 zmieniono nazwę jednostki na Wydział Ekonomii i Zarządzania. Od 25 stycznia 2016 roku wydział posiada uprawnienia do nadawania stopnia naukowego doktora nauk ekonomicznych w zakresie nauk o zarządzaniu. W 2019 roku powołano ponownie instytuty.

## Władze wydziału
W kadencji 2020–2024:
| Stanowisko                         | Imię i nazwisko                  |
| ---------------------------------- | -------------------------------- |
| Dziekan                            | dr hab. inż. Piotr Kułyk         |
| Prodziekan ds. jakości kształcenia | dr Paweł Szudra                  |
| Prodziekan ds. studenckich         | dr inż. Leszek Kaźmierczak-Piwko |

## Kierunki kształcenia
Wydział Ekonomii i Zarządzania Uniwersytetu Zielonogórskiego prowadzi następujące kierunki studiów w roku akademickim 2018/2019:
- studia pierwszego stopnia w trybie dziennym i zaocznym:
  - bezpieczeństwo narodowe
  - ekonomia
  - logistyka
  - zarządzanie

- studia magisterskie uzupełniające (drugiego stopnia) na następujących kierunkach i specjalnościach[8]: 
  - bezpieczeństwo narodowe
    - bezpieczeństwo biznesu i administracji
    - bezpieczeństwo publiczne
    - zarządzanie kryzysowe

  - ekonomia
    - ekonomia menedżerska
    - ekonomia przedsiębiorstwa
    - rachunkowość i doradztwo finansowe

  - logistyka
    - menedżer ds. logistyki
    - zarządzanie procesami i projektami logistycznymi
    - logistyka w biznesie
    - international logistics (specjalność prowadzona w języku angielskim)

  - zarządzanie
    - menedżer personalny
    - strategie rozwoju biznesu
    - zarządzanie logistyczne
    - zarządzanie małym i średnim przedsiębiorstwem
    - zarządzanie w organizacjach publicznych i społecznych

Ponadto wydział proponuje kształcenie na studiach podyplomowych: 
- logistyka
- transport i spedycja
- pozyskiwanie funduszy Unii Europejskiej – praktyczne aspekty
- modelowanie i symulacje procesów w logistyce i w produkcji

## Struktura organizacyjna

### Instytut Ekonomii i Finansów
Dyrektor: prof. dr hab. Andrzej Czyżewski
- Katedra Polityki Regionalnej
- Katedra Ekonomii Międzynarodowej i Analiz Rynkowych
- Katedra Innowacji i Przedsiębiorczości
- Katedra Makroekonomii i Finansów

### Instytut Nauk o Zarządzaniu i Jakości
Dyrektor: dr hab. inż. Wiesław Danielak
- Katedra Logistyki i Systemów Informacyjnych
- Katedra Inżynierii Zarządzania i Systemów Logistycznych
- Katedra Zarządzania Wartością
- Katedra Zarządzania Strategicznego i Marketingu
- Katedra Controllingu
- Katedra Zarządzania Środowiskiem i Gospodarką Publiczną
- Katedra Zarządzania Potencjałem Społecznym Organizacji

## Wydawnictwa
- Management